# CSD Macará
Club Social y Deportivo Macará ist ein 1939 gegründeter ecuadorianischer Sportverein aus Ambato, Provinz Tungurahua. Die Profifußballabteilung spielt zurzeit in der Serie A.

## Geschichte
Der Verein Macará wurde 1939 von Schülern in Ambato gegründet. Zunächst lag der Schwerpunkt auf den Sportarten Basketball, Schwimmen und Tischtennis. Der traditionelle Rivale ist der Club Técnico Universitario, der ebenfalls seinen Sitz in Ambato hat. Das Lokalderby ist als Clásico Ambateño bekannt.
Macará konnte insgesamt viermal die Serie B gewinnen. Macará spielte das erste Mal 1960 in der ersten Liga. Das beste erzielte Ergebnis war ein dritter Platz 1988.
Nach dem letzten Abstieg aus der ersten Liga spielte Macará ab 2014 in der zweiten Liga. In der Spielzeit 2016 stieg der Verein wieder in die Serie A auf.
Als Aufsteiger erreichte Macará 2017 direkt den vierten Platz der Gesamttabelle und qualifizierte sich damit zum ersten Mal für die Copa Libertadores.

## Stadion

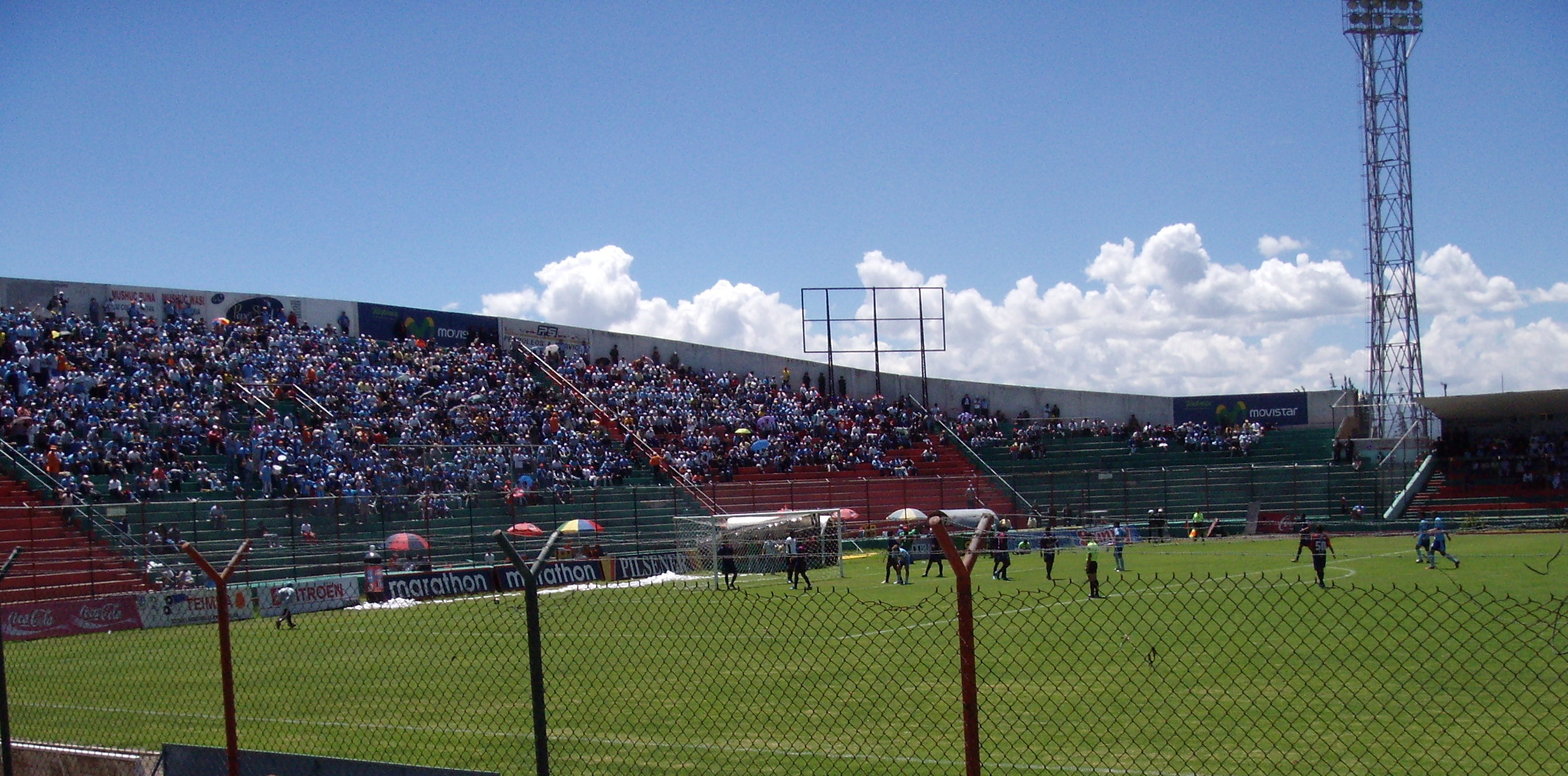
Estadio Bellavista

Macará absolviert seine Heimspiele im Estadio Bellavista. Das Stadion wurde 1945 eingeweiht und hat eine Kapazität von 16.467 Plätzen.

## Erfolge
- Meister der Serie B: 1971, 1998, 2005-C, 2016
- Vizemeister der Serie B: 2003, 2011
- Meister der Segunda Categoría: 1975, 1979, 1985, 1996
- Vizemeister der Segunda Categoría: 1969, 1978
- Teilnahme an der Copa Libertadores: 1×

2018: 1. Qualifikationsrunde
- Teilnahme an der Copa Sudamericana: 1×

2019: 2. Runde

## Trainer
- Paúl Vélez (2016–?)[5]
- Boris Fiallos